# IC 2836
IC 2836 је појединачна звијезда у сазвјежђу Лав која се налази на листи објеката дубоког неба у Индекс каталогу.
Деклинација објекта је + 9° 5' 8" а ректасцензија 11h 27m 37,3s.